# Buchdorf
Buchdorf är en kommun och ort i Landkreis Donau-Ries i Regierungsbezirk Schwaben i förbundslandet Bayern i Tyskland.
Kommunen ingår i kommunalförbundet Monheim tillsammans med staden Monheim och kommunerna Daiting, Rögling och Tagmersheim.